# 阿耳忒弥斯集团
阿耳忒弥斯集团股份公司（法語：Groupe Artémis S.A.）是一家投资涉及时尚、葡萄酒、奢侈品、艺术、旅游、出版、体育、食品和技术的控股公司。阿耳忒弥斯集团总部设在法国巴黎，由弗朗索瓦·皮诺于1992年作为家族投资工具而创立。